# Crusader Kings II
Crusader Kings II je strateška igra koju je razvio Paradox Development Studio kao nastavak Crusader Kingsa. Radnja igre je smještenja u srednji vijek, a objavljena je 14. veljače 2012. za Microsoft Windows, te 24. svibnja 2012. za OS X. Verzija za Linux objavljena je 14. siječnja 2013. godine. Otkako je objavljena, prodana je u više od milijun primjeraka. Crusader Kings II je bila najprodavanija igra Paradox Intereactivea sve do izlaska Europa Universalis IV-a u kolovozu 2013. godine. Nastavak, Crusader Kings III, bi trebao izaći 2020. godine.

## Igranje
Igrač se nalazi na čelu srednjovjekovne dinastije, kojom upravlja od 1066. do 1337. godine, ili s dodatnim sadržajem (DLC) kao što su The Old Gods, Charlemange, i Iron Century koji dopuštaju ranije datume početka 867. i 769., kao i 936. Kroz stratešku uporabu rata, brakova i atentata igrač nastoji voditi svoju dinastiju do uspjeha.
Igra sadrži brojne povijesne ličnosti kao što su: Vilim I. Osvajač, Karlo Veliki, Džingis-kan, Harold Godwinson, Robert Guiscard, Robert Bruce, Harald Hardrada, El Cid, Konstantin X. Duka, Harun el-Rašid, Aleksije I. Komnen, Rikard I. Lavljega Srca, Alfred Veliki, Balduin I. i Saladin, ali istovremeno dopuštaju igraču da odabere manje značajne ličnosti, poput manjih vojvoda i grofova.
Uspjeh određuje isključivo igrač. Cilj je dobivanje što većega broja bodova prestiža i pobožnosti. Igra se završava kada trenutni lik igrača umre bez nasljednika iste dinastije, kada se oduzmu svi naslovi grofovskoga ranga ili većih od svih članova dinastije igrača (uključujući i njih same) ili kada igra dostiže svoj kraj 1453. godine.
Igra koristi genetski i obrazovni sustav, gdje djeca nasljeđuju mnoge osobine, kulturu, religiju i vještine od svojih roditelja i staratelja. To dodaje dodatni sloj strategije brakovima, tako da igrač pokušava ne samo stvoriti korisne saveze, već i odabrati bračne partnere s jakim nasljednim osobinama kako bi povećao kvalitetu potomstva i tako ojačao dinastiju.

## Modding
Nekoliko modova za točnost i realizam proizveli su sami igrači i fanovi kao što su Historical Immersion Project i CK2 +. Dostupan je i veći broj modova potpune konverzije:
- Game of Thrones, temeljen na romanima Georgea R. R. Martina Pjesma leda i vatre, objavljenom u svibnju 2012. godine,[4][5][6] koji je "već dugo najpopularniji mod CK2".[7]
- Elder Kings[2][8][9] zasnovan na seriji videoigre The Elder Scrolls Bethesda Softworksa[10]
- Middle Earth Project, zasnovan na radovima J.R.R. Tolkiena.[11]

## Vanjske poveznicce
- Službena web stranica
- Službeni wiki za Crusader Kings II